# Abstraktion (datalogi)
I datalogi er abstraktion en mekanisme eller metode til at mindske eller skjule detaljer således, at man kan koncentrere sig om nogle få koncepter ad gangen.
| Programmering | Spire Denne artikel om datalogi eller et datalogi-relateret emne er en spire som bør udbygges. Du er velkommen til at hjælpe Wikipedia ved at udvide den. |